# Huayra GNU/Linux
Huayra GNU/Linux es una distribución del sistema operativo GNU/Linux orientada al sistema educativo y desarrollada en Argentina por Educ.ar S.E. Está basada en la distribución Debian. Liberado bajo la licencia GNU GPL, Huayra es software libre.

## Origen
Para poder cumplir los objetivos planteados por el programa educativo Conectar Igualdad, se desarrolló un sistema operativo propio, Huayra. Este es un sistema operativo de software libre, basado en Debian GNU/Linux, desarrollado a partir de las necesidades de los estudiantes, docentes y de la comunidad educativa en general. Huayra toma su nombre del vocablo quechua que significa «viento» y fue desarrollado por el Centro Nacional de Investigación y Desarrollo de Tecnologías Libres, que tenía el objetivo de generar e impulsar experiencias de investigación y desarrollo en el campo de las tecnologías libres en el país, contribuir a la soberanía e independencia tecnológicas y apoyar la gestión de la administración pública y la comunidad.
Actualmente el desarrollo es llevado a cabo en Educ.ar S.E. y se enmarca en el Programa Conectar Igualdad, que es un Plan Federal del Ministerio de Capital Humano que abarca conectividad, equipamiento, una propuesta de formación y capacitación docente y una plataforma federal educativa de navegación gratuita, segura y soberana para el sistema educativo de la Argentina.

## Software incluido
Esta distribución GNU/Linux incluye una selección de software orientada a su uso en el sistema educativo argentino. Su escritorio está basado en MATE, mientras que el sitio web que acompaña a la distribución provee información sobre cómo utilizarla y qué software incluye. 
El equipo de desarrollo de Huayra ha creado aplicativos específicos para acompañar el aprendizaje de los estudiantes y cubrir requerimientos para el docente en el aula. Estos son algunos de los programas propios incluidos en Huayra GNU/Linux:

###### Huayra Compartir
Es una aplicación para compartir archivos entre dos computadoras con este sistema, y sin necesidad de internet.

###### Huayra Motion (San Juan)
Es una aplicación para crear un Stopmotion de manera sencilla, con guías de dibujo, etc. Desde la versión 6 se añadió la posibilidad de conectar cámaras USB.

###### Huayra TDA Player
Era una aplicación para ver Televisión digital abierta (TDA) desde la computadora equipada con una antena receptora de bajo costo.

###### Pilas Engine
Es un entorno de desarrollo de videojuegos, orientado a novatos el cual provee de manera sencilla herramienta intuitiva para su creación.

###### Pilas Bloques
Es un programa destinado a jóvenes de distintos grados de primaria para aprender a programar de manera didáctica con personajes animados. Cuenta con diferentes "desafíos".

###### Huayra Avatar
Es una aplicación de entretenimiento para que los estudiantes puedan crear avatares "divertidos" de sí mismos de una manera sencilla.

###### Huayra CV
Era una aplicación para que los estudiantes creen su propio CV (curriculum vitæ).

###### Preciosa
Era una aplicación para checar los precios de los productos en el barrio de la persona con más facilidad.

###### Huayra Mu
Era una aplicación para crear diseño o programación, enfocada en la facilidad.

###### Huayra Duino (La Rioja)
Un software para programar en Arduino usando bloques, el cual está pensado para principiantes.

## Versiones
Huayra GNU/Linux es una distribución de la cual se han generado varias versiones. La tabla siguiente detalla los lanzamientos de cada versión.
Cabe destacar que las versiones anteriores no tienen soporte.
| Versión | Nombre en clave | Fecha                    | Arquitecturas | Soporte | Nota                             |
| ------- | --------------- | ------------------------ | ------------- | ------- | -------------------------------- |
| 0.*     | pruebas         | 1 de agosto de 2012      | i386          | *       | Versión preliminar de pruebas    |
| 1.0     | brisa           | 10 de marzo de 2013      | i386          | *       | Primera versión final liberada   |
| 1.1     | brisa           | 14 de junio de 2013      | i386          | *       | Actualización                    |
| 2.0     | pampero         | 24 de abril de 2014      | i386          | *       | Segunda versión final            |
| 2.1     | pampero         | 13 de agosto de 2014     | i386          | *       | Actualización                    |
| 2.2     | pampero         | 22 de noviembre de 2014  | i386 y x86_64 | *       | Actualización                    |
| 3.0     | sud             | 17 de marzo de 2015      | i386 y x86_64 | *       | Tercera versión final disponible |
| 3.1     | sud             | 21 de septiembre de 2015 | i386 y x86_64 | *       | Versión 3.1 disponible           |
| 3.2     | sud             | 15 de marzo de 2016      | i386 y x86_64 | *       | Actualización                    |
| 4.0     | zonda           | --                       | i386 y x86_64 | *       | Versión 4.0 disponible           |
| 5.0     | austral         | 24 de abril de 2021      | x86_64        | *       | Versión 5.0 estable              |
| 6.0     | norte           | 12 de junio de 2023      | x86_64        | *       | Versión estable.                 |
| 6.5     | ráfaga          | 29 de febrero de 2024    | x86_64        | *       | Versión estable.                 |

| Color | Significado                   |
| ----- | ----------------------------- |
| Rojo  | Versión antigua; no mantenida |
| Verde | Versión actual                |
| Azul  | En desarrollo                 |

### Huayra 3 «sud»
Software de base
- Mejor de los drivers para la plataforma Marble Point
- Nuevo driver wifi (rtl-8723-new-dkms)
- Se agregó soporte para bluetooth (rtk-8723-bt-dkms)
- Mejora en touchpad (elatench-marble-dkms)
- Kernel 3.16.7-ckt11-1+deb8u3 (2015-08-04)
- Basado en Debian Jessie 8.2

Nuevas aplicaciones y producciones propias
- Pilas Bloques[8]
- Mozilla Firefox
- Panel de opciones para accesibilidad
- Huayra-updates
- Pilas-engine 1.1
- Huayra-alias
- Inskape 0.91
- Ayuda actualizada y nuevos tutoriales
- Mejoras en temas de ventanas e íconos

Mejoras en accesibilidad 
- Nuevo teclado en pantalla (Onboard) con soporte del idioma español, y barrido de teclas
- Mejor soporte de Orca, el lector de pantalla integrado
- Mejoras visuales de alto contraste
- Nuevos iconos y punteros de tamaños grandes
- Regla en pantalla con diseño propio

Huayra 3.2 incorpora mejoras en temas de ventanas e íconos, en las alertas de actualizaciones y en el gestor de login. Además se suman ajustes en Huayra-2048 y Huayra-About.
- Basado en Debian Jessie 8.3[9]

Se actualizan las siguientes aplicaciones para dar los primeros pasos en la programación de videojuegos:
- Pilas-engine
- Pilas-Bloques

Finalmente se mejoran los drivers y soportes de wi-fi, bluetooth y touchpad específicos para las netbooks Marble Point, dispositivos entregados por Conectar Igualdad desde 2014.
El sistema operativo está disponible para ser usado en modo live o instalarlo, para arquitecturas de 32 y 64 bits, y su nueva versión ya se encuentra disponible para su descarga e instalación.

### Huayra 4 «zonda»
Basada en Debian GNU/Linux 9 «stretch». Se puede descargar desde http://ci-huayra.conectarigualdad.gob.ar/build/4/ (enlace roto disponible en Internet Archive; véase el historial, la primera versión y la última).

### Huayra 5 «austral»
Basada en Debian GNU/Linux 10 «buster». Se puede descargar de https://huayra.educar.gob.ar/descargas/.

### Huayra 6 «norte»
Fue lanzada el 12 de junio de 2023. Incluye la versión 11.5 «Bullseye» de Debian y leves mejoras. Además de una nueva versión de «Huayra Motion» (que incluye la posibilidad de conectar cámaras USB) y una tienda de software propia, entre otros. También se agregó un manual llamado "El libro vivo de hechizos de Huayra Linux".

### Huayra Bonaerense «Rosas»
Es una versión de Huayra especialmente diseñada para el Programa Conectar Igualdad Bonaerense. 

### Huayra 6.5 «ráfaga»
Fue lanzada el 29 de febrero de 2024. Basada en Debian GNU/Linux 12, incluye nuevas versiones de Huayra Duino (La Rioja), Huayra Motion (San Juan), LibreOffice, GIMP, Pilas Bloques, Inkscape y MATE.